# Jueus algueresos
Els Jueus algueresos conformaren la segona més rica i important comunitat jueva de Sardenya de l'edat mitjana, després de la de Càller; disposaren de sinagoga, edificada el 1381, i cementiri, construït el 1383, que foren ampliats els segles successius.
Entre els segles xiv i xv, els jueus de l'Alguer gaudiren d'àmplies llibertats i contribuïren decisivament al desenvolupament econòmic i cultural de la ciutat. Entre els seus membres destaca la família Carcassona i entre les edificacions que s'hi relacionen hi ha la Torre del Portal o dels jueus construïda al port a expenses de les comunitats de l'Alguer i Càller el 1360.
Per la seva importància per a la Corona d'Aragó, els jueus de l'Alguer gaudiren d'immunitat front a distintes disposicions antijueves fins al decret d'expulsió dels jueus l'any 1492. A l'Alguer només hi restaren els Carcassona, que optaren per la conversió.